# Субанен

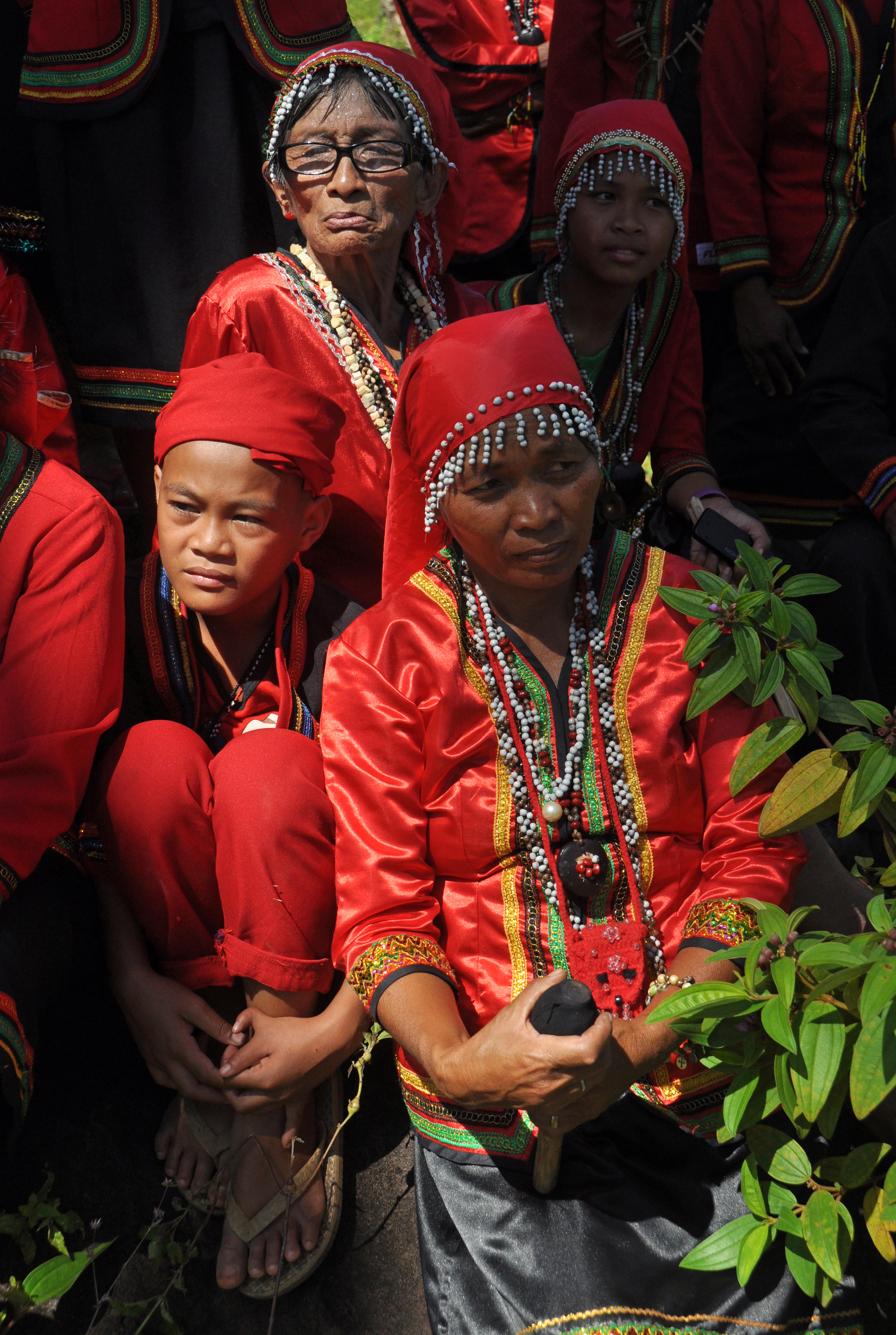
Національний одяг народу субанен

Субанон (також пишеться Субанен або Субанун) — це корінне населення району півострова Замбоанга, зокрема мешкає в гірських районах Замбоанга-дель-Сур і Західного Місаміса на острові Мінданао, Філіппіни. Субанонці розмовляють субанонськими мовами. Назва походить від слова soba або suba, слова, поширеного в Сулу, Вісаях і Мінданао, що означає «річка», і суфікса -nun або -non, що вказує на місцевість або місце походження. Відповідно, ім'я Субанон означає «людина або люди річки». Ці люди спочатку жили в низинних районах. Однак через занепокоєння та конкуренцію з боку інших поселенців, таких як моро, а також міграції людей, які розмовляють себуанською мовою, у прибережні райони, яких привабили привабливі закони про землеволодіння, ще більше відштовхнули субанон у внутрішні країни. 

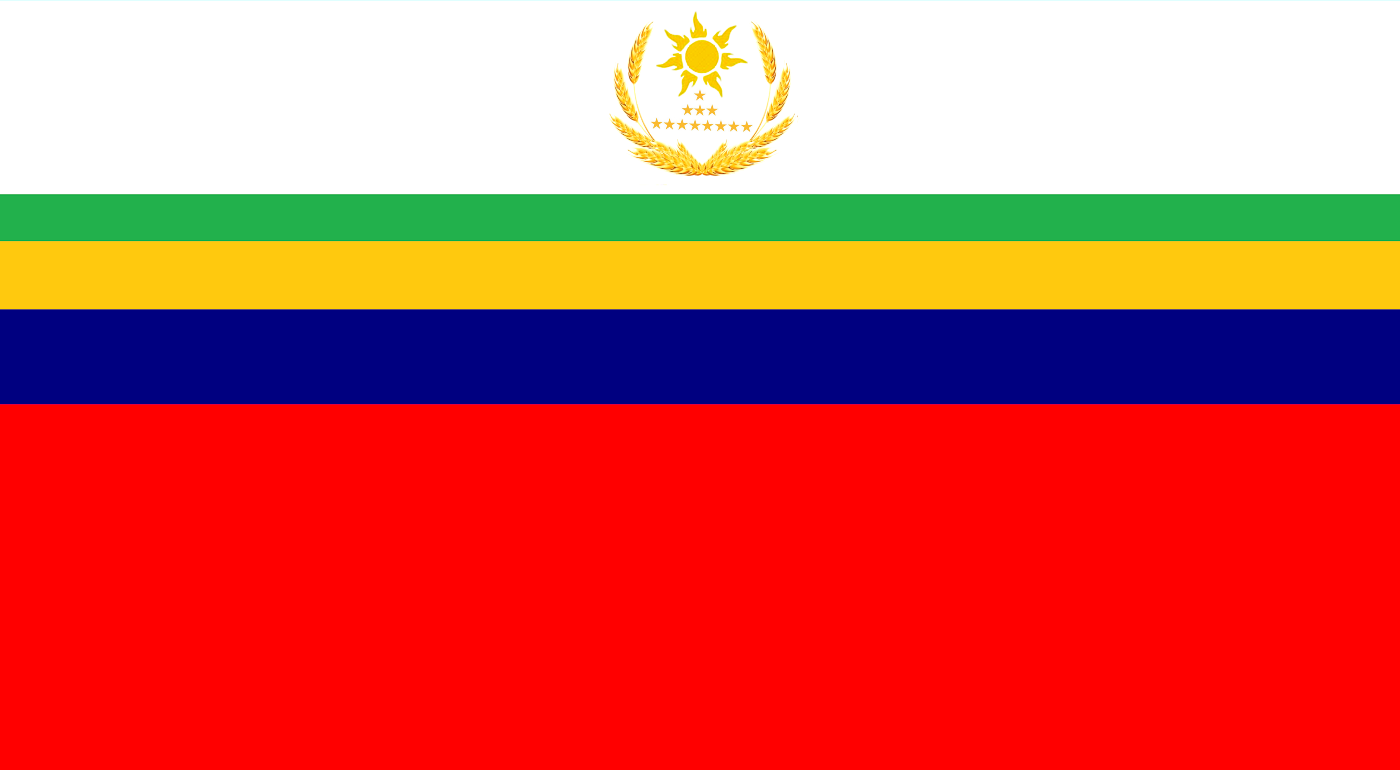
Один із прапорів народу Субанон

Субанони традиційно займаються фермерством і регулярно переїжджають з одного місця в інше, щоб розчистити більше лісу для полів. Вони вирощують зернові культури, з рисом як найважливішою культурою, але також відомо, що вони вирощують худобу, включаючи свиней, курей, велику рогату худобу та буйволів. Будинки субаненів будуються вздовж схилів і хребтів з видом на сімейні поля. Будинки зазвичай прямокутні і підняті на палях із солом’яними дахами. 

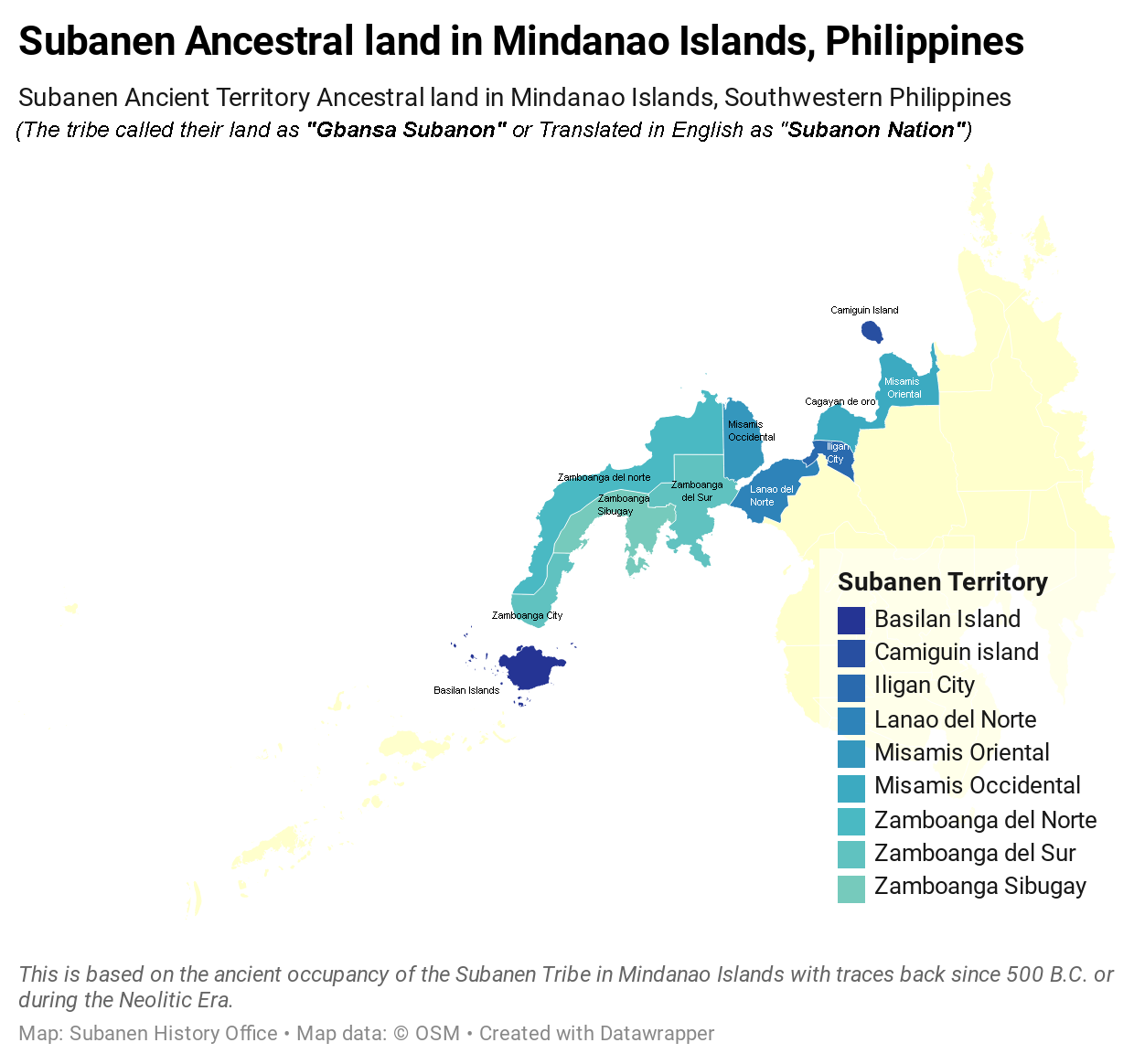
Родові володіння субанонів на півострові Замбоанга та північному Мінданао

## Географія
Родові володіння субанонів на півострові Замбоанга та північному Мінданао.
Блументрітт згадав субанонів у своїх звітах, називаючи їх «язичницьким народом малайського походження, який займає весь півострів Сібуґей (Західний Мінданао) за винятком однієї смуги на південному узбережжі» (цитовано у Finley and Churchill 1913) . Фінлі та Черчилль, записуючи свої враження від субанонів на початку американської окупації південних Філіппін у 1900-х роках, посилалися на опубліковані записи ранніх іспанських хроністів, зокрема на твори отця Франциско Комбеса в 1667 році, щоб стверджувати, що субанон були аборигенами західного Мінданао.

## Історія племені Субанон
До приходу ісламу та християнських місіонерів субанони займали весь півострів Замбоанга, поділяючи його з негріто, які з того часу зникли з усього регіону.
Вважається, що першими торговцями, які контактували з субанонськими групами, були араби. Араби прийшли спочатку для торгівлі, потім для місіонерської роботи і, нарешті, для створення політичної бази. Їхній прихід і подальше встановлення ісламу на півдні Мінданао відбулися приблизно з 9 по 15 століття. Наприкінці цього періоду було засновано султанат Сулу, і його політичне панування поширилося на півострів Замбоанга.
За деякий час до приходу іспанців і в період колоніального правління Субанон мав контакт з Таусуг і Маранао. Ці відносини не були цілком комерційними. Значною мірою це було домінування могутньої групи над слабшою, оскільки мусульмани часто вторгалися на територію Субанону з метою захоплення рабів і стягнення данини. Мусульмани не тільки контролювали прибережну торгівлю, але й стягували мито або десятину з підкореного Субанона.
Прихід Іспанії на Філіппіни як колоніальної держави ускладнив картину. Іспанський колоніальний уряд прагнув поширити свій суверенітет на всю південну частину Філіппін. Заявляючи про свій намір «захистити» нехристиянизований, немусульманський субанон Сібугея, уряд під керівництвом генерала Вейлера побудував низку укріплень на перешийку Тукуран «з метою відгородити Маланао Моро від країни Субано , і запобігання подальшим руйнівним набігам на мирних і працьовитих селян цих пагорбів» (Finley and Churchill 1913, 4).
У 1870 році іспанський колоніальний уряд заснував в'язницю Сан-Рамон і пенітенціарну ферму на південній частині півострова. Це було 25 кілометрів на північ від головного поселення Іспанії, яке зараз є сучасним містом Замбоанга. Його сусідніми містами були Аяла, населення якої становило 2000 охрещених субанон; Бусуган зі 120 яканами; і Реус з 500 субанонами. Злочинців із довічним ув'язненням відправляли на цю каторгу, що була прямокутною територією завдовжки п'ять кілометрів і завширшки три кілометри.
Іспанський контроль над його гарнізонами та укріпленнями, як-от Тукуран і форт Пілар, а також установами, як-от в’язниця Сан-Рамон, припинився в 1899 році згідно з умовами Паризького договору. Проте перш ніж американський уряд зміг ввести свої окупаційні війська, мусульмани з озерного регіону перетнули перешийок і напали на Субанон у двох районах Замбоанга та Місаміс. Ці поновлені набіги забрали життя та майно, багато Субанон були забрані загарбниками. Військовий гарнізон був захоплений мусульманськими військами, а на перешийку були засновані кота (форт) і кілька сіл. Однак це місце було покинуто, коли в жовтні 1900 року з'явилися американські експедиційні сили.
Незважаючи на довгу історію ворожих дій проти них з боку їхніх культурно самовпевнених сусідів, субанонам вдалося зберегти свою племінну єдність та ідентичність, свою мову та діалекти, свої звичаї та традиції та свій релігійний світогляд. 
З початку нинішнього століття контакт субанонів із зовнішнім світом розширився, включивши візайців і сучасних китайців. Окрім напливу цих поселенців і торговців, відбулося масове проникнення національного уряду у внутрішні райони Субанону з метою адміністративного контролю, нарахування та збору податків, а також поліцейського забезпечення виконання національного законодавства.
Ідилічний внутрішній ліс і гірська гавань, куди покоління Субанон були загнані глибше протягом кількох періодів, навряд чи існують зараз. До 1991 року широкі смуги первинних лісів були вирубані лісозаготівельними концесіями в Манілі. З середини 1990-х років організації різних субанонських груп звернулися до національних агенцій, які займаються проблемами навколишнього середовища та племен, щоб захистити батьківщину цієї групи лумадів, яка знаходиться під загрозою. Це проблема, з якою стикаються не лише субанони, а й практично всі корінні жителі острова Мінданао.

## Мова
Мова цієї групи зазвичай називається субанон. Однак існують діалектні варіанти, залежно від місцевості, в якій проживають люди. Використовуючи географічні посилання, вчені в 1900 році визначили чотири підгрупи Субанон: жителі гори Малінданг і навколо неї, Сінданг, Сібугуей і Сіокон. Вони вважалися відмінними один від одного через відмінності в їхній мові та звичаях. Більш пізні їх дослідження показують, що існує шість підгруп Субанон: Синданган Субанон (Центральний Субанон), Гуінселугнен (Східний Субанон), Тубой Субанон (Північний Субанон), Лапуян або Маргосатубіг (Південний Субанон), Колібуган (Колібуганський Субанон) і Сіокон (Західне Субанон). Ці групи розсіяні по великій території півострова Замбоанга.

## Релігійні вірування
Традиційні Субанени вірять у верховну істоту під назвою «Дівата Мігбебая» і колись у них була священна книга, але після іспанського вторгнення цю книгу більше не було знайдено. Вважається, що священна книга була спалена або вивезена як здобич. Традиційні субанени, які все ще практикують свої традиційні вірування, спілкуються з Діватою Мігбебайя за допомогою заклинань і ритуалів, які проводить шаман під назвою «Баліан». Баліани зазвичай чоловіки, але є і баліанки.
Хоча в наш час нові покоління субаненців прийняли християнство в різних конфесіях. Більшість субаненів віддають перевагу суворій деномінації християнства під назвою Церква Бога (чисте біблійне вчення), оскільки вони вірять і дотримуються Біблії, що те, що належить Богу, має бути названо на Його честь (Ісая 43:7). Деякі також приєдналися до католицизму чи євангельського протестантизму, тоді як інші на острові Базилан і деякі на Сіоконі прийняли іслам
Більшість Субанен віддали перевагу християнству, а не ісламу через обмеження в їжі. Іслам має кілька харчових обмежень, яких немає в християнстві. Наприклад, мусульманам заборонено їсти свинину та вживати алкоголь. Це може бути проблемою для субаненців, які звикли їсти свинину та вживати алкоголь. Субаненці освоїли виробництво власного лікерного напою під назвою «Пангасе», алкогольного напою з рису. У них також є «туба», органічний алкогольний сік, видобутий із квітки кокоса, який швидко бродить і стає міцним алкогольним напоєм менш ніж за 5 годин.
Субаненці також вважають, що християнство є більш давньою релігією, ніж іслам. Християнство вже сповідував і навчав навіть Мойсей з 1500 року до нашої ери, тоді як іслам був заснований Мухаммедом у 0610 році, 7 століття нашої ери, або понад 500 років після смерті Ісуса Христа. Тому вони вважають, що християнство є більш автентичною релігією.
Сучасні субанени дуже високо поважають Ісуса Христа як сина Бога. Вони вірять, що Його пророкував Мойсей, який сказав, що один повстане з Ізраїлю і що люди повинні слухати та слідувати (Повторення Закону 18:15-19). Народ Субанен вірить, що Ісус Христос виконав це пророцтво, і тому вони шанують його як свого рятівника.
Багатьох субаненців приваблює Церква Божа, тому що це сувора деномінація християнства, яка чітко дотримується Біблії. Вони вірять, що це релігія, якої Ісус Христос і його учні дотримувалися, коли були на Землі (2 Коринтян 1:1).

## Субаненська соціальна організація та звичаї
Субанени традиційно ставилися до всіх однаково і не практикували розподілу праці за статтю. Чоловіки та жінки могли працювати в полі, займатися теслярством, готувати їжу та доглядати за дітьми. Це все ще практикується у віддалених громадах Субанен, які переважно знаходяться у внутрішніх районах, де культура Субанен добре збереглася.
Тривала міграція себуанців і мусульманських груп на територію Субанен мала значний вплив на гендерні ролі народу Субанен. Молоде покоління Субанен, особливо ті, хто живе в розвинутих місцях, зараз приймає гендерні ролі цих груп.
Дівчата тепер уникають польових робіт і впливу сонячного світла, натомість залишаються вдома, займаючись домашніми справами. Хлопцям, навпаки, судилося бути в полі, щоб виконувати важчу й важку роботу. Це відхід від традиційного погляду Субанен, згідно з яким чоловіки та жінки рівні і можуть як працювати в полі, так і займатися домашніми справами.
Міграція себуанців і мусульманських груп на територію Субанен також призвела до впровадження нових ідей про гендерні ролі. Ці групи мають більш традиційні погляди на гендерні ролі, і вони впливають на молоде покоління Субаненів, щоб прийняти ці погляди.
Важливо зазначити, що ці зміни не відбуваються однаково в усіх громадах Субанена. У деяких спільнотах традиційні погляди на гендерні ролі все ще дуже актуальні. Однак в інших спільнотах молоде покоління все більше приймає більш традиційні гендерні ролі себуанців і мусульманських груп.
Ще занадто рано говорити про довгостроковий вплив цих змін на субаненську культуру. Однак очевидно, що люди Subanen є стійкими людьми, здатними адаптуватися до змін, зберігаючи при цьому свої основні цінності.
Колись Субанен віддавав перевагу мати більше дочок, ніж синів, тому що батько міг повернути придане, яке він заплатив за свою дружину. Однак останнім часом придане більше не практикується, за винятком віддалених громад Субанен. Для молодих поколінь, які живуть у розвинених районах, придане більше не практикується.
Раніше шлюб укладався за домовленістю батьків, який називався «буйя» або «буйя», навіть до того, як сторони досягли статевої зрілості. Тоді пару познайомили один з одним лише тоді, коли вони вже досягли повноліття. Однак ця звичайна практика рідко дотримується новими поколіннями, особливо тими, хто живе в розвинених районах.
За давніми звичаями, після весілля та весілля молодята залишаються в господарстві дівчини. Чоловік зобов’язаний надавати послуги батькам своєї дружини, головним чином у виконанні домашніх справ, приготуванні їжі, заготівлі дров для розпалювання вогню, а також у виробництві їжі чи сільському господарстві. Після певного періоду матрілокального проживання подружжя може вибрати власне місце проживання, яке зазвичай визначається близькістю до свідових полів.
Однак нове покоління, яке вже має освіту, більше не буде робити таку практику. Вони можуть вільно йти куди завгодно і жити поблизу своїх відповідних підприємств, робочих місць чи офісів. Незважаючи на те, що субанен, які все ще живуть у незайманій громаді субанен у внутрішніх районах, все ще дотримується цих практик, більшість нових поколінь уже мають освіту та вважають за краще працювати чи займатися бізнесом замість традиційного способу життя.
Субанени вірять у принцип «співдружності», який означає, що ніхто не повинен володіти землею чи територією, а люди, які знаходяться на ній. Таким чином, вони не мають права власності на землю. Єдиним майном, яке вони вважають своїм, є рухоме майно, таке як китайські глеки, гонги, ювелірні вироби та, пізніше, валюта.
Проте в наш час субанени, які змішуються з мігрантами з себуано, більше не дотримуються цієї старої практики. Їхню землю захопили мігранти, які змогли назвати її своєю. Аби захистити свою землю, субаненці також титулують її. Уряд Філіппін також дозволив народу Субанен мати свої спадкові володіння, які є ділянками землі, які вважаються священними та належать народу Субанен.
Сімейна пара могла розірвати свої стосунки через розлучення, викрадення дружини або смерть одного з подружжя. Однак його можна негайно відновити шляхом повторного шлюбу. Вдова, яка залишилася в живих, може бути одружена чи ні. Крім того, батьки померлої дружини можуть майже відразу видати в шлюб з удівцем одну зі своїх неодружених дочок або племінниць.
Традиційно освіта серед субаненців обмежувалася настановами глави Тім'уай майбутнім чоловікові та дружині щодо любові, поваги та ставлення одне до одного, батьків та родичів. Однак, оскільки модернізація вторглася в серце племені, багато людей стали високоосвіченими. Багато представників нового покоління вже здобули ступінь бакалавра, магістра та доктора наук у висококласних університетах, як місцевих, так і за кордоном. Деякі з них уже працюють у філіппінських державних установах.
У шлюбі батьки чоловіка шукають жінку, з якою він одружиться, і обидва батьки призначають дату весілля. Практикується полігамія та поліандрія, але розлучення не допускається, а також одруження з найближчими родичами. Вважається благословенням мати більше дочок, ніж синів, тому що батько зможе повернути придане, яке він заплатив за свою дружину. Існує загальне стародавнє переконання, що всі люди повинні одружуватися та розмножуватися, щоб заселяти території, але деякі сучасні субанени вирішують не мати дітей через економічні та фінансові проблеми у вихованні дітей, тоді як інші вирішують не одружуватися взагалі.